# Nick Civetta
Nicholas Anthony Civetta, detto Nick (White Plains, 5 novembre 1989), è un rugbista a 15 statunitense.

## Biografia
Avviato al rugby a 18 anni durante gli studi in ingegneria civile all'università di Notre Dame (Indiana) fece parte per due anni consecutivi del team statunitense universitario (2010 e 2011).
Dopo la laurea conseguì una magistrale in ingegneria geotecnica presso l'UC di Berkeley.
Nel 2012 rappresenta gli Stati Uniti a livello senior, disputando tutte e tre le partite con gli USA Selects impegnati nell'Americas Rugby Championship 2012. Negli stessi anni milita con il San Francisco Golden Gate RFC e poi l'anno successivo con il New York Athletic Club nella USA Rugby Super League del Paese.
La sua carriera da professionista inizia in Italia nel 2013 con la S.S. Lazio nel campionato di Eccellenza, dove disputa da titolare 19 delle 20 partite di campionato alla stagione d'esordio. Nel 2014 Civetta si trasferisce dalla S.S. Lazio al Viadana, club storicamente più blasonato del precedente.
Nel 2016, firma con il club inglese dei Newcastle Falcons in Aviva Premiership. Nel novembre dello stesso anno, Civetta fa il suo debutto negli Eagles in un uncapped match contro i Māori All Blacks a Chicago. Una settimana dopo, ottiene il suo primo cap ufficiale contro la Romania, marcando la sua prima meta da internazionale meno di un anno dopo contro l'Irlanda, nel giugno 2017.

## Palmarès
- Americas Rugby Championship: 2
Stati Uniti: 2017, 2018